# Eugenia lagoensis
Eugenia lagoensis är en myrtenväxtart som beskrevs av Hjalmar Frederik Christian Kiaerskov. Eugenia lagoensis ingår i släktet Eugenia och familjen myrtenväxter. Inga underarter finns listade i Catalogue of Life.